# 那波歩才
那波 歩才（なば ふさい、10月24日 - ）は、日本の漫画家。兵庫県出身。2024年に『週刊少年ジャンプ』（集英社）にて、『極東ネクロマンス』を連載。

## 来歴
2012年に「ペコローラ」でトレジャー新人漫画賞最終候補に。当時23歳。
『ジャンプNEXT!』2013 SPRINGに掲載された「ひらけ！にょらいくん」で雑誌初掲載を果たす。
2017年、『ジャンプGIGA』（集英社）2017年vol.2から同年vol.4まで『TAOTAO -タオタオ-』を連載。
『週刊少年ジャンプ』（集英社）2018年42号に金未来杯ノミネート作品として「Apollo -アポロ-」を掲載。2020年、同誌の電子版にて「ハラキリゴメン」の短期集中連載が掲載される。『週刊少年ジャンプ』2022年27号から「ALIENS AREA」を連載。2023年時点では那波の手元に「ひらけ！にょらいくん」が掲載された雑誌も原稿もないが、同作の単行本に掲載されれば読むことができるため、読み切りが収録されている。2024年、同誌にて『極東ネクロマンス』の連載を開始。同年9月、連載終了。

## 人物
好きな漫画は『愛と誠』、『あしたのジョー』。

## 作品リスト

### 連載
- TAOTAO -タオタオ-（『ジャンプGIGA』2017年vol.2[5] - 2017年vol.4[6]）
- ハラキリゴメン（『週刊少年ジャンプ』電子版 2020年12号[8] - 2020年15号） - 短期集中連載[8]。
- ALIENS AREA（『週刊少年ジャンプ』2022年27号[9] - 47号[11]）
- 極東ネクロマンス（『週刊少年ジャンプ』2024年21号[2] - 2024年40号[10]）

### 読み切り
- ひらけ！にょらいくん（『ジャンプNEXT!』2013 SPRING[3]） - 『ALIENS AREA』3巻に併録[12]。
- うるし（『週刊少年ジャンプ』2014年2号[13]）
- KUNG-FU MASTER（『週刊少年ジャンプ』2015年49号[14]）
- Apollo -アポロ-（『週刊少年ジャンプ』2018年42号[7]） - 金未来杯ノミネート作品[7]。
- ムクテルアオイ（『ジャンプGIGA』2023 SUMMER[15]）

### 書籍
- 『ALIENS AREA』、集英社〈ジャンプ コミックス〉2022年 - 2023年、全3巻
- 『極東ネクロマンス』、集英社〈ジャンプ コミックス〉2024年、全2巻
  1. 2024年8月2日発売[16][17]、ISBN 978-4-08-884135-9
  2. 2024年11月1日発売[18]、ISBN 978-4-08-884254-7